# Гетц Борис Гаврилович
Борис Гаврилович Гетц (нар. 1925 — пом.  2002) — радянський військовик, Герой Радянського Союзу (1943). У роки німецько-радянської війни стрілець моторизованого батальйону 54-ї гвардійської танкової бригади 7-й гвардійський танковий корпус 3-тя гвардійська танкова армія Воронезького фронту.

## Біографія
Народився 10 грудня 1925 року у Моршанську (зараз Тамбовська область РФ) у родині робітника. Росіянин. Закінчив 10 класів. Працював слюсар-складальником на заводі.
З вересня 1942 року у РСЧА. У діючій армії з червня 1943 року.
Стрілець моторизованого батальйону 54-ї гвардійської танкової бригади 7-й гвардійський танковий корпус 3-тя гвардійська танкова армія Воронезького фронту комсомлець сержант Гетц у ніч на 24 вересня 1943 року в районі села Трахтемирів (Канівський район Черкаської області України) форсував Дніпро і у складі групи, під сильним кулеметно-мінометним вогнем увірвався до села, прийняв бій з переважаючими силами противника потіснивши його з позицій та вдало відбиваючи контратаки до підходу основних сил свого батальйону.
Після війни продовжив служби у ЗС СРСР. В 1963 році закінчив Ульянівське танкове училище, в 1964 — курси «Выстрел», і в 1969 році — КУОС.
На час розвалу Радянського Союзу продовжував службу у званні генерал-майора.

## Звання та нагороди
17 листопада 1943 року Б. Г. Гетцу присвоєно звання Героя Радянського Союзу.
Також нагороджений:
- 2-ма орденами Леніна
- орденом Червоної Зірки
- орденом «За службу Батьківщині у Збройних Силах СРСР»
- медалями